# Янів (гміна)
Ґмі́на Я́нів — давня сільська ґміна у Теребовлянському повіті Тернопільського воєводства Другої Речі Посполитої. Адміністративним центром ґміни був Янів (тепер село Долина).
Ґміна утворена 1 серпня 1934 року в рамках реформи на підставі нового закону про самоуправління (23 березня 1933 року).
Площа гміни — 69,87 км²

Кількість житлових будинків — 1382

Кількість мешканців — 6535
Ґміну створено на основі попередніх гмін (самоврядних громад): Деренівка, Довге, Янів, Млиниська, Слобідка Янівська.
Гміна ліквідована 17 січня 1940 року із включенням сіл до новоствореного Буданівського району.